# Pooja Gehlot
Pooja Gehlot (ur. 15 marca 1997) – indyjska zapaśniczka walcząca w stylu wolnym.
Piąta na igrzyskach azjatyckich w 2022. Brązowa medalistka igrzysk wspólnoty narodów w 2022. Druga na MŚ U-23 w 2019. Mistrzyni Azji juniorów w 2017 i trzecia w 2019 roku.